# 니콜라 카스트너
니콜라 카스트너(독일어: Nikola Kastner, 1983년 1월 1일 ~ )는 독일의 배우이다.
함부르크에서 태어났다.

## 영화
- 삶을 위해 (2014년)
- 라우히 (2012년) - 스테피 역
- 검은 숲 (2010년)
- 내 남자 길들이기 (2006년)
- 오프사이드 (2005년)